# Saint-Pierre-de-Soucy
Saint-Pierre-de-Soucy è un comune francese di 390 abitanti situato nel dipartimento della Savoia della regione dell'Alvernia-Rodano-Alpi.

## Società

### Evoluzione demografica
Abitanti censiti